# Јована Томић
Јована Томић (Нови Сад, 1990) српска је позоришна режисерка.

## Биографија
Основне и мастер студије завршила је на Факултету драмских уметности у Београду, на Одсеку позоришне и радио режије у класи Алисе Стојановић.
У свом уметничком раду настоји да уклони границе између плесног и драмског позоришта.
Додељена јој је награда за режију „Бојан Ступица".

## Театрографија
- Кретање, БИТЕФ театар[2]
- Излажење[2]
- Кабаре Нушић[1]
- Босоноги у парку'[1]
- Ливада пуна таме'[1]
- Лолита'[1]
- Натан Мудри'[1]
- Мој муж'[1][4]
- Код Црвеног петла, 23.12.2019, Ниш, Народно позориште[5]
- Отац на службеном путу, 27.03.2011, Београд, Атеље 212[5]
- Мидлсекс, 2021, Српско народно позориште[6]